# Kabinet-Wilson II
Het kabinet–Wilson II was de uitvoerende macht van de Britse overheid van 6 april 1966 tot 19 juni 1970. Het kabinet werd gevormd door de Labour Party na de verkiezingen van 1966 met Harold Wilson de partijleider van de Labour Party voor een tweede termijn als premier. In het kabinet zaten meerdere (toekomstige)-prominenten zoals: Michael Stewart, James Callaghan, Roy Jenkins, Frank Pakenham, Denis Healey en George Thomson.

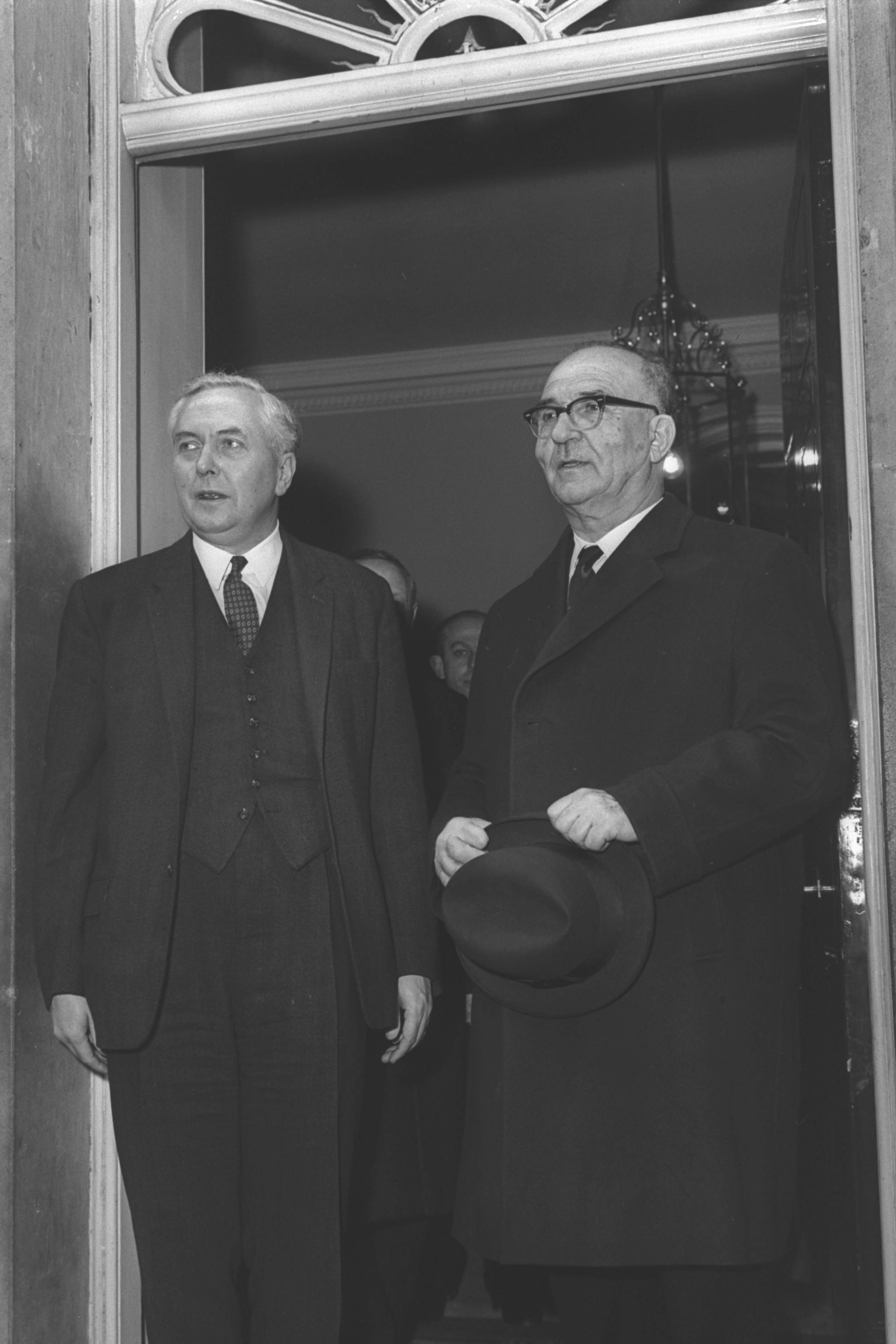
Premier Harold Wilson en premier van Israël Levi Eshkol bij 10 Downing Street op 25 maart 1965.

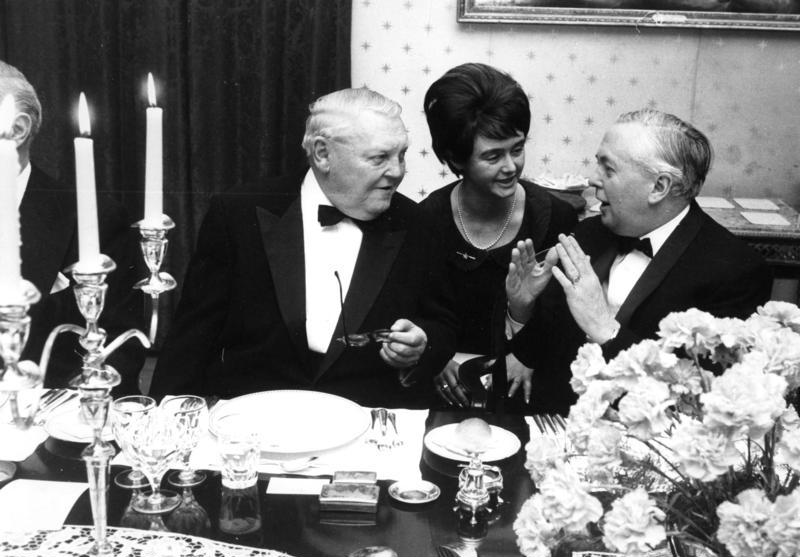
Bondskanselier van West-Duitsland Ludwig Erhard en premier Harold Wilson op 10 Downing Street op 31 maart 1965.

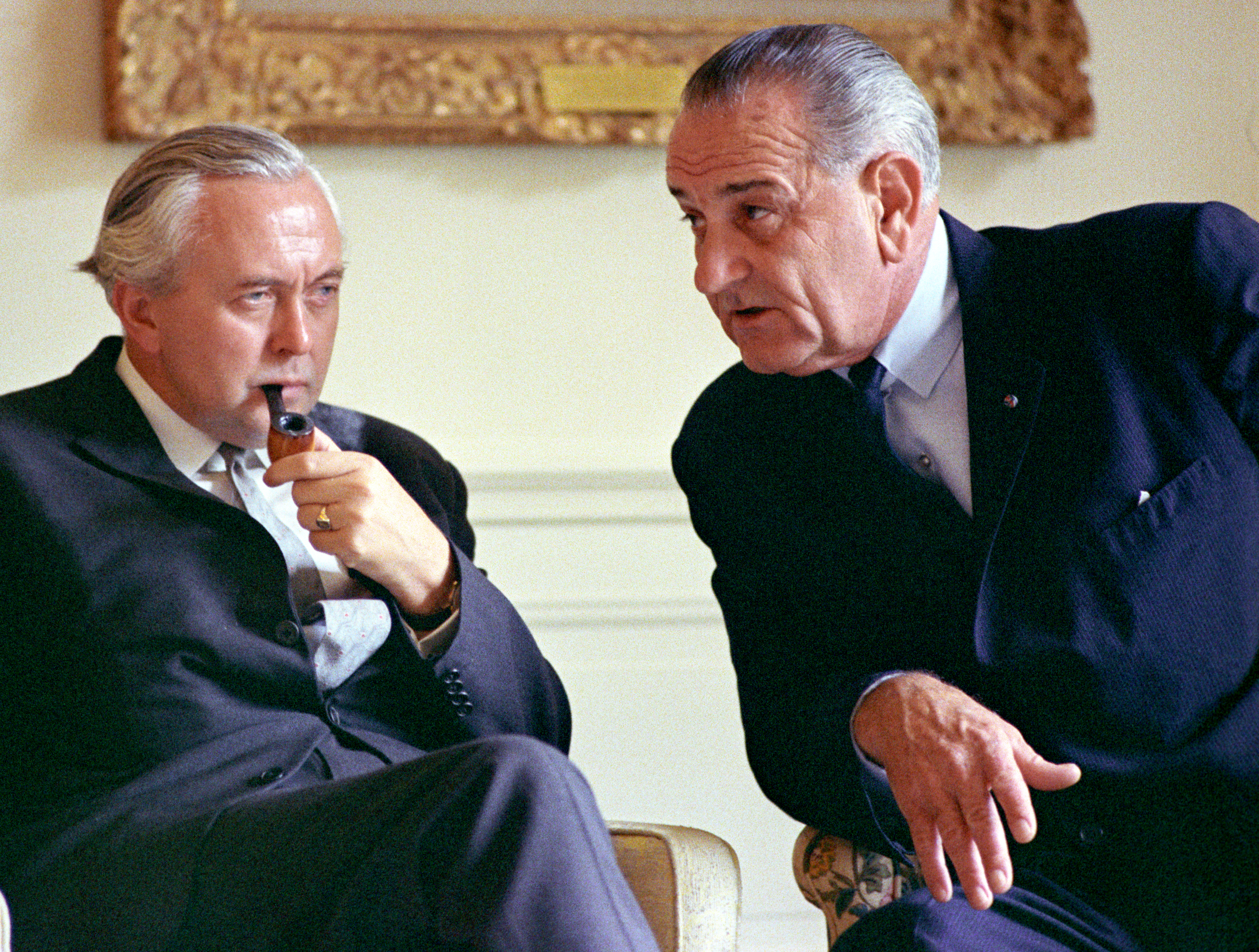
Premier Harold Wilson en president van de Verenigde Staten Lyndon B. Johnson in de Oval Office op 29 juli 1966.

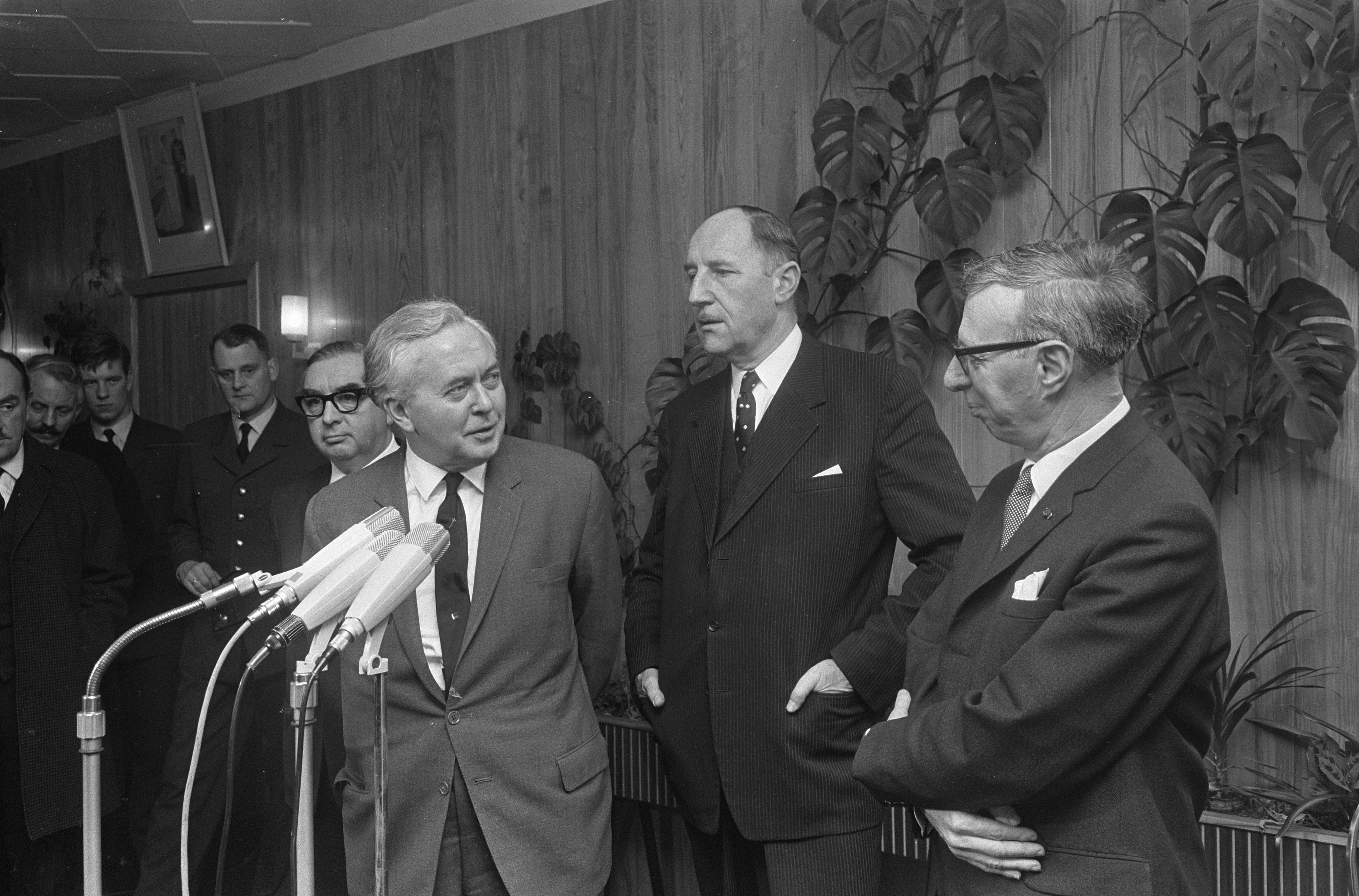
Minister van Buitenlandse Zaken George Brown, premier Harold Wilson, Nederlands minister van Buitenlandse Zaken Joseph Luns en premier van Nederland Jelle Zijlstra op Vliegveld Ypenburg op 26 februari 1967.

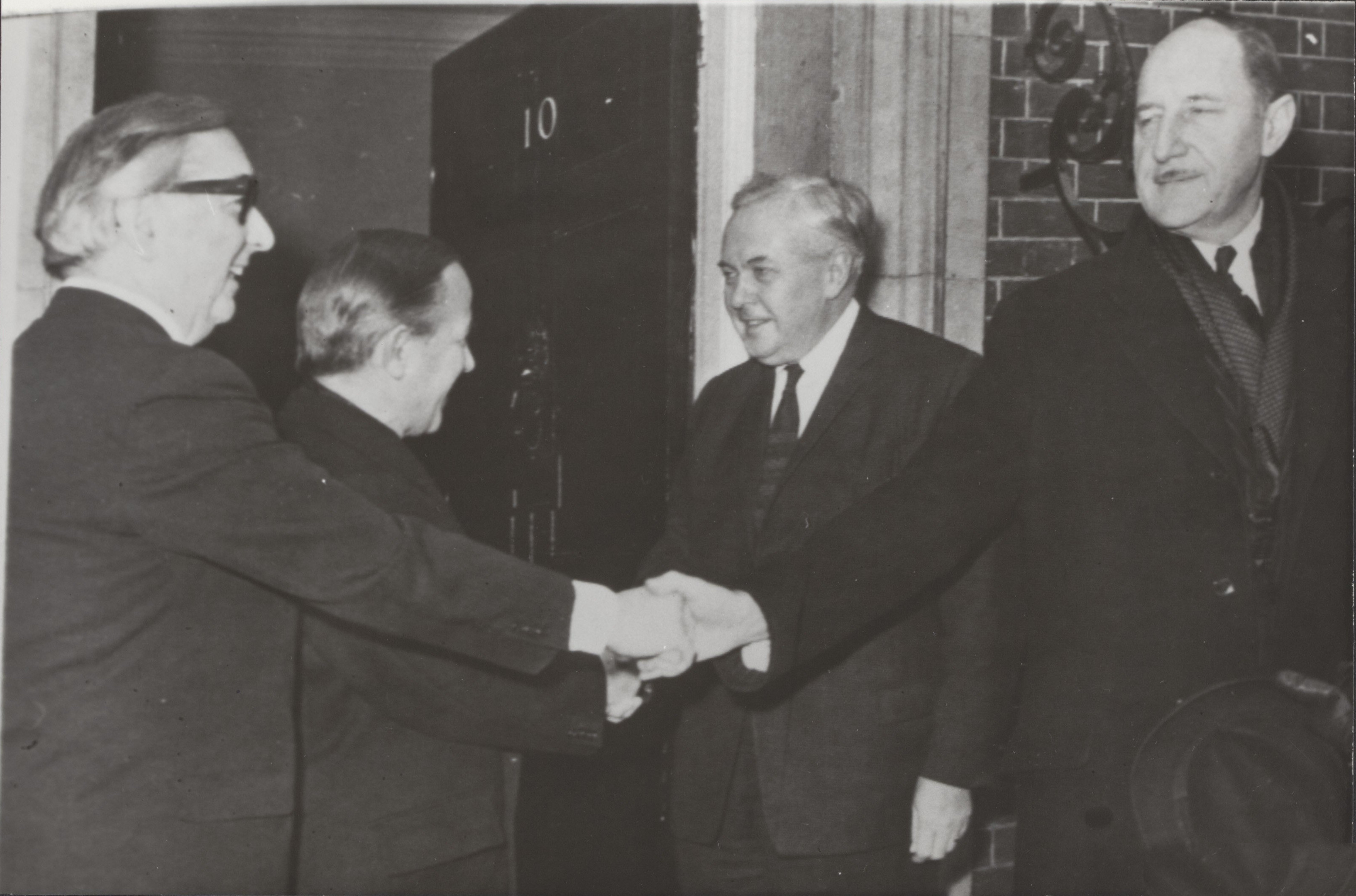
Minister van Buitenlandse Zaken George Brown, premier van Nederland Piet de Jong, premier Harold Wilson en Nederlands minister van Buitenlandse Zaken Joseph Luns bij 10 Downing Street op 19 februari 1968.

## Samenstelling
| Ambtsbekleder                                                           | Ambtsbekleder         | Ambtsbekleder                                  | Functie(s)                                    | Ambtstermijn     | Ambtstermijn     | Partij       |
| ----------------------------------------------------------------------- | --------------------- | ---------------------------------------------- | --------------------------------------------- | ---------------- | ---------------- | ------------ |
|                                                                         | Harold Wilson         | Harold Wilson (1916–1995)                      | Premier                                       | 16 oktober 1964  | 19 juni 1970     | Labour Party |
|                                                                         | George Brown          | George Brown (1914–1985)                       | First Secretary of State                      | 16 oktober 1964  | 11 augustus 1966 | Labour Party |
| Minister van Economische Zaken                                          | George Brown          | George Brown (1914–1985)                       |                                               | 16 oktober 1964  | 11 augustus 1966 | Labour Party |
|                                                                         | Michael Stewart       | Michael Stewart (1906–1990)                    | First Secretary of State                      | 11 augustus 1966 | 6 april 1968     | Labour Party |
| Minister van Economische Zaken                                          | Michael Stewart       | Michael Stewart (1906–1990)                    | 16 maart 1968                                 | 11 augustus 1966 |                  | Labour Party |
| Minister van Buitenlandse Zaken                                         | Michael Stewart       | Michael Stewart (1906–1990)                    | 16 maart 1968                                 | 6 april 1968     |                  | Labour Party |
|                                                                         | Barbara Castle        | Barbara Castle (1910–2002)                     | First Secretary of State                      | 6 april 1968     | 19 juni 1970     | Labour Party |
| Minister van Arbeid                                                     | Barbara Castle        | Barbara Castle (1910–2002)                     |                                               | 6 april 1968     | 19 juni 1970     | Labour Party |
|                                                                         | James Callaghan       | James Callaghan (1912–2005)                    | Minister van Financiën                        | 16 oktober 1964  | 29 november 1967 | Labour Party |
|                                                                         | Roy Jenkins           | Roy Jenkins (1920-2003)                        | Minister van Financiën                        | 29 november 1967 | 19 juni 1970     | Labour Party |
|                                                                         | Michael Stewart       | Michael Stewart (1906–1990)                    | Minister van Buitenlandse Zaken               | 22 januari 1965  | 11 augustus 1966 | Labour Party |
|                                                                         | George Brown          | George Brown (1914–1985)                       | Minister van Buitenlandse Zaken               | 11 augustus 1966 | 16 maart 1968    | Labour Party |
|                                                                         | Roy Jenkins           | Roy Jenkins (1920–2003)                        | Minister van Binnenlandse Zaken               | 23 december 1965 | 29 november 1967 | Labour Party |
|                                                                         | James Callaghan       | James Callaghan (1912–2005)                    | Minister van Binnenlandse Zaken               | 29 november 1967 | 19 juni 1970     | Labour Party |
|                                                                         |                       | Herbert Bowden (1905–1994)                     | Lord President of the Council                 | 16 oktober 1964  | 11 augustus 1966 | Labour Party |
| Leader of the House of Commons                                          |                       | Herbert Bowden (1905–1994)                     |                                               | 16 oktober 1964  | 11 augustus 1966 | Labour Party |
|                                                                         | Dick Crossman         | Dick Crossman (1907–1974)                      | Lord President of the Council                 | 11 augustus 1966 | 18 oktober 1968  | Labour Party |
| Leader of the House of Commons                                          | Dick Crossman         | Dick Crossman (1907–1974)                      |                                               | 11 augustus 1966 | 18 oktober 1968  | Labour Party |
|                                                                         |                       | Fred Peart (1914–1988)                         | Lord President of the Council                 | 18 oktober 1968  | 19 juni 1970     | Labour Party |
| Leader of the House of Commons                                          |                       | Fred Peart (1914–1988)                         |                                               | 18 oktober 1968  | 19 juni 1970     | Labour Party |
|                                                                         | Frank Pakenhan        | Graaf van Longford Frank Pakenham (1905–2001)  | Lord Privy Seal                               | 6 april 1966     | 16 januari 1968  | Labour Party |
|                                                                         |                       | Baron Shackleton Edward Shackleton (1911–1994) | Lord Privy Seal                               | 16 januari 1968  | 6 april 1968     | Labour Party |
|                                                                         |                       | Fred Peart (1914–1988)                         | Lord Privy Seal                               | 6 april 1968     | 18 oktober 1968  | Labour Party |
|                                                                         |                       | Baron Shackleton Edward Shackleton (1911–1994) | Lord Privy Seal                               | 18 oktober 1968  | 19 juni 1970     | Labour Party |
|                                                                         | Frank Pakenhan        | Graaf van Longford Frank Pakenham (1905–2001)  | Leader of the House of Lords                  | 16 oktober 1964  | 16 januari 1968  | Labour Party |
|                                                                         |                       | Baron Shackleton Edward Shackleton (1911–1994) | Leader of the House of Lords                  | 16 januari 1968  | 19 juni 1970     | Labour Party |
|                                                                         |                       | Baron Gardiner Gerald Gardiner (1900–1990)     | Lord Chancellor                               | 16 oktober 1964  | 19 juni 1970     | Labour Party |
|                                                                         | George Brown          | George Brown (1914-1985)                       | Minister van Economische Zaken                | 16 oktober 1964  | 11 augustus 1966 | Labour Party |
|                                                                         | Michael Stewart       | Michael Stewart (1906–1990)                    | Minister van Economische Zaken                | 11 augustus 1966 | 16 maart 1968    | Labour Party |
|                                                                         |                       | Peter Shore (1924–2001)                        | Minister van Economische Zaken                | 16 maart 1968    | 6 oktober 1969   | Labour Party |
|                                                                         |                       | Roy Mason (1924–2015)                          | Minister van Economische Zaken                | 6 oktober 1969   | 19 juni 1970     | Labour Party |
|                                                                         |                       | Douglas Jay (1907–1996)                        | President of the Board of Trade               | 16 oktober 1964  | 29 augustus 1967 | Labour Party |
|                                                                         | Tony Crosland         | Tony Crosland (1918–1977)                      | President of the Board of Trade               | 29 augustus 1967 | 6 oktober 1969   | Labour Party |
|                                                                         |                       | Roy Mason (1924–2015)                          | President of the Board of Trade               | 6 oktober 1969   | 19 juni 1970     | Labour Party |
|                                                                         | Denis Healey          | Denis Healey (1917–2015)                       | Minister van Defensie                         | 16 oktober 1964  | 19 juni 1970     | Labour Party |
|                                                                         |                       | Kenneth Robinson (1911–1996)                   | Minister van Volksgezondheid en Sociale Zaken | 16 oktober 1964  | 1 november 1968  | Labour Party |
|                                                                         | Dick Crossman         | Dick Crossman (1907–1974)                      | Minister van Volksgezondheid en Sociale Zaken | 1 november 1968  | 19 juni 1970     | Labour Party |
|                                                                         |                       | Ray Gunter (1909–1977)                         | Minister van Arbeid                           | 16 oktober 1964  | 6 april 1968     | Labour Party |
|                                                                         |                       | Peggy Herbison (1907–1996)                     | Minister van Pensioenen en Verzekeringen      | 16 oktober 1964  | 26 juli 1967     | Labour Party |
|                                                                         |                       | Judith Hart (1924–1991)                        | Minister van Pensioenen en Verzekeringen      | 26 juli 1967     | 1 november 1968  | Labour Party |
|                                                                         | Tony Crosland         | Tony Crosland (1918–1977)                      | Minister van Onderwijs                        | 22 januari 1965  | 29 augustus 1967 | Labour Party |
|                                                                         | Patrick Gordon Walker | Patrick Gordon Walker (1907–1980)              | Minister van Onderwijs                        | 29 augustus 1967 | 6 april 1968     | Labour Party |
|                                                                         |                       | Ted Short (1912–2012)                          | Minister van Onderwijs                        | 6 april 1968     | 19 juni 1970     | Labour Party |
|                                                                         | Barbara Castle        | Barbara Castle (1910–2002)                     | Minister van Transport                        | 23 december 1965 | 6 april 1968     | Labour Party |
|                                                                         |                       | Richard Marsh (1928–2011)                      | Minister van Transport                        | 6 april 1968     | 6 oktober 1969   | Labour Party |
|                                                                         | Fred Mulley           | Fred Mulley (1918–1995)                        | Minister van Transport                        | 6 oktober 1969   | 19 juni 1970     | Labour Party |
|                                                                         | Dick Crossman         | Dick Crossman (1907–1974)                      | Minister van Huisvesting en Lokale Zaken      | 16 oktober 1964  | 11 augustus 1966 | Labour Party |
|                                                                         | Tony Greenwood        | Tony Greenwood (1911–1982)                     | Minister van Huisvesting en Lokale Zaken      | 11 augustus 1966 | 6 oktober 1969   | Labour Party |
|                                                                         | Tony Crosland         | Tony Crosland (1918–1977)                      | Minister van Huisvesting en Lokale Zaken      | 6 oktober 1969   | 19 juni 1970     | Labour Party |
|                                                                         |                       | Fred Peart (1914–1988)                         | Minister van Landbouw, Visserij en Voedsel    | 16 oktober 1964  | 6 april 1968     | Labour Party |
|                                                                         |                       | Cledwyn Hughes (1916–2001)                     | Minister van Landbouw, Visserij en Voedsel    | 6 april 1968     | 19 juni 1970     | Labour Party |
|                                                                         | George Thomson        | George Thomson (1921–2008)                     | Kanselier van het Hertogdom Lancaster         | 6 april 1966     | 7 januari 1967   | Labour Party |
|                                                                         |                       | Frederick Lee (1906–1984)                      | Kanselier van het Hertogdom Lancaster         | 7 januari 1967   | 6 oktober 1969   | Labour Party |
|                                                                         | George Thomson        | George Thomson (1921–2008)                     | Kanselier van het Hertogdom Lancaster         | 6 oktober 1969   | 19 juni 1970     | Labour Party |
|                                                                         |                       | Frederick Lee (1906–1984)                      | Minister voor Koloniale Zaken                 | 6 april 1966     | 1 augustus 1966  | Labour Party |
|                                                                         | Arthur Bottomley      | Arthur Bottomley (1907–1995)                   | Minister voor Gemenebest Zaken                | 16 oktober 1964  | 1 augustus 1966  | Labour Party |
|                                                                         |                       | Willie Ross (1911–1988)                        | Minister voor Schotland                       | 16 oktober 1964  | 19 juni 1970     | Labour Party |
|                                                                         |                       | Cledwyn Hughes (1916–2001)                     | Minister voor Wales                           | 6 april 1966     | 6 april 1968     | Labour Party |
|                                                                         |                       | George Thomas (1909–1997)                      | Minister voor Wales                           | 6 april 1968     | 19 juni 1970     | Labour Party |
|                                                                         |                       | Frank Cousins (1904–1986)                      | Minister voor Technologie                     | 16 oktober 1964  | 4 juli 1966      | Labour Party |
|                                                                         | Tony Benn             | Tony Benn (1925–2014)                          | Minister voor Technologie                     | 4 juli 1966      | 19 juni 1970     | Labour Party |
|                                                                         |                       | Richard Marsh (1928–2011)                      | Minister voor Energie                         | 6 april 1966     | 6 april 1968     | Labour Party |
|                                                                         |                       | Ray Gunter (1909–1977)                         | Minister voor Energie                         | 6 april 1968     | 1 juli 1968      | Labour Party |
|                                                                         |                       | Roy Mason (1924–2015)                          | Minister voor Energie                         | 1 juli 1968      | 6 oktober 1969   | Labour Party |
|                                                                         | Tony Greenwood        | Tony Greenwood (1911–1982)                     | Minister voor Ontwikkelingshulp               | 23 december 1965 | 11 augustus 1966 | Labour Party |
|                                                                         | Arthur Bottomley      | Arthur Bottomley (1907–1995)                   | Minister voor Ontwikkelingshulp               | 11 augustus 1966 | 29 augustus 1967 | Labour Party |
|                                                                         |                       | Reg Prentice (1923–2001)                       | Minister voor Ontwikkelingshulp               | 29 augustus 1967 | 6 oktober 1969   | Labour Party |
|                                                                         |                       | Judith Hart (1924–1991)                        | Minister voor Ontwikkelingshulp               | 6 oktober 1969   | 19 juni 1970     | Labour Party |
|                                                                         |                       | Douglas Houghton (1898–1996)                   | Minister zonder portefeuille                  | 6 april 1966     | 7 januari 1967   | Labour Party |
|                                                                         |                       | Baron Shackleton Edward Shackleton (1911–1994) | Minister zonder portefeuille                  | 7 januari 1967   | 16 januari 1968  | Labour Party |
|                                                                         | Patrick Gordon Walker | Patrick Gordon Walker (1907–1980)              | Minister zonder portefeuille                  | 7 januari 1967   | 21 augustus 1967 | Labour Party |
|                                                                         | George Thomson        | George Thomson (1921–2008)                     | Minister zonder portefeuille                  | 17 oktober 1968  | 6 oktober 1969   | Labour Party |
| Formeel geen leden van het kabinet, maar woonde kabinetsvergadering bij |                       |                                                |                                               |                  |                  |              |
| Ambtsbekleder                                                           | Ambtsbekleder         | Ambtsbekleder                                  | Functie                                       | Ambtstermijn     | Ambtstermijn     | Partij       |
|                                                                         |                       | Jack Diamond (1907–2004)                       | Onderminister voor Financiën                  | 16 oktober 1964  | 19 juni 1970     | Labour Party |
|                                                                         |                       | George Wigg (1900–1983)                        | Thesaurier- generaal                          | 16 oktober 1964  | 12 november 1967 | Labour Party |
|                                                                         |                       |                                                |                                               |                  |                  |              |
|                                                                         |                       | Baron Shackleton Edward Shackleton (1911–1994) | Thesaurier- generaal                          | 6 april 1968     | 1 november 1968  | Labour Party |
|                                                                         |                       | Judith Hart (1924–1991)                        | Thesaurier- generaal                          | 1 november 1968  | 6 oktober 1969   | Labour Party |
|                                                                         |                       | Harold Lever (1914–1995)                       | Thesaurier- generaal                          | 6 oktober 1969   | 19 juni 1970     | Labour Party |
|                                                                         | Elwyn Jones           | Sir Elwyn Jones (1909–1989)                    | Advocaat- generaal                            | 16 oktober 1964  | 19 juni 1970     | Labour Party |
|                                                                         | Tony Benn             | Tony Benn (1925–2014)                          | Minister van Posterijen                       | 16 oktober 1964  | 4 juli 1966      | Labour Party |
|                                                                         |                       | Ted Short (1912–2012)                          | Minister van Posterijen                       | 4 juli 1966      | 6 april 1968     | Labour Party |
|                                                                         |                       | Roy Mason (1924–2015)                          | Minister van Posterijen                       | 6 april 1968     | 1 juli 1968      | Labour Party |
|                                                                         | John Stonehouse       | John Stonehouse (1925–1988)                    | Minister van Posterijen                       | 1 juli 1968      | 1 oktober 1969   | Labour Party |
| Minister van Posterijen en Telecommunicatie                             | John Stonehouse       | John Stonehouse (1925–1988)                    | 1 oktober 1969                                | 19 juni 1970     |                  | Labour Party |
|                                                                         |                       | Ted Short (1912–2012)                          | Onderstaats- secretaris voor Financiën        | 16 oktober 1964  | 4 juli 1966      | Labour Party |
| Chief Whip in het Lagerhuis                                             |                       | Ted Short (1912–2012)                          |                                               | 16 oktober 1964  | 4 juli 1966      | Labour Party |
|                                                                         | John Silkin           | John Silkin (1923–1987)                        | Onderstaats- secretaris voor Financiën        | 4 juli 1966      | 30 april 1969    | Labour Party |
| Chief Whip in het Lagerhuis                                             | John Silkin           | John Silkin (1923–1987)                        |                                               | 4 juli 1966      | 30 april 1969    | Labour Party |
|                                                                         |                       | Bob Mellish (1913–1998)                        | Onderstaats- secretaris voor Financiën        | 30 april 1969    | 19 juni 1970     | Labour Party |
| Chief Whip in het Lagerhuis                                             |                       | Bob Mellish (1913–1998)                        |                                               | 30 april 1969    | 19 juni 1970     | Labour Party |

Russell I ·
Smith-Stanley I ·
Hamilton-Gordon ·
Temple I ·
Smith-Stanley II ·
Temple II ·
Russell II ·
Smith-Stanley III ·
Disraeli I ·
Gladstone I ·
Disraeli II ·
Gladstone II ·
Gascoyne-Cecil I ·
Gladstone III ·
Gascoyne-Cecil II ·
Gladstone IV ·
Primrose ·
Gascoyne-Cecil III ·
Gascoyne-Cecil IV ·
Balfour ·
Campbell-Bannerman ·
Asquith I ·
Asquith II ·
Asquith III ·
Asquith IV ·
Lloyd George I ·
Lloyd George II ·
Law ·
Baldwin I ·
MacDonald I ·
Baldwin II ·
MacDonald II ·
MacDonald III ·
MacDonald IV ·
Baldwin III ·
Chamberlain I ·
Chamberlain II ·
Churchill I ·
Churchill II ·
Attlee I ·
Attlee II ·
Churchill III ·
Eden ·
Macmillan I ·
Macmillan II ·
Douglas-Home ·
Wilson I ·
Wilson II ·
Heath ·
Wilson III ·
Callaghan ·
Thatcher I ·
Thatcher II ·
Thatcher III ·
Major I ·
Major II ·
Blair I ·
Blair II ·
Blair III ·
Brown ·
Cameron I ·
Cameron II ·
May I ·
May II ·
Johnson I ·
Johnson II ·
Truss ·
Sunak ·
Starmer